# Testimonia Linguae Etruscae
Testimonia Linguae Etruscae (afk. TLE of TLE2) is een boekje waarin een selectie van een aantal inscripties in de Etruskische taal is opgenomen, bijeengebracht onder de redactie van de Italiaanse etruscoloog Massimo Pallottino. Iets minder dan 1000 Etruskische inscripties zijn genummerd en in transcriptie - maar zonder vertaling - weergegeven. De interpunctie is overigens niet altijd correct overgenomen. De inscripties gaan gepaard met in het Latijn gestelde annotaties, waarin onder meer de herkomst en de eerdere publicatie (in het Corpus Inscriptionum Etruscarum) van de inscripties worden gegeven. Testimonia Linguae Etruscae zag het licht in 1954. Een gereviseerde editie verscheen in 1968 (afk. TLE2). Het boekje, dat overigens niet meer in druk is, wordt nog steeds gebruikt door specialisten. Enkele bekende inscripties zijn hieronder weergegeven.
| TLE2 | Inscriptie          | Vertaling          | Herkomst              |
| ---- | ------------------- | ------------------ | --------------------- |
| 54   | mi larθia           | Ik (ben) van Larth | Regolini-Galassi-graf |
| 295  | hinθial : patrucles | Schim van Patrucle | Tombe François, Vulci |
| 663  | tinścvil            | Gewijd aan Tin     | Chimaera van Arezzo   |